# フォートレス・エクスプロレーション
- ディズニーパーク > 東京ディズニーリゾート > 東京ディズニーシー
  - メディテレーニアンハーバー > フォートレス・エクスプロレーション
  - 東京ディズニーシーのアトラクションの一覧 > フォートレス・エクスプロレーション

フォートレス・エクスプロレーション（Fortress Explorations）は、東京ディズニーシーにあるアトラクションの一つ。メディテレーニアンハーバーに位置する。

## 概要
| フォートレス・エクスプロレーション Fortress Explorations | フォートレス・エクスプロレーション Fortress Explorations | フォートレス・エクスプロレーション Fortress Explorations | フォートレス・エクスプロレーション Fortress Explorations |
| -------------------------------------------------------- | -------------------------------------------------------- | -------------------------------------------------------- | -------------------------------------------------------- |
| オープン日                                               | オープン日                                               | 2001年9月4日 (東京ディズニーシーと同時にオープン)        | 2001年9月4日 (東京ディズニーシーと同時にオープン)        |
| スポンサー                                               | スポンサー                                               | 日本ユニシス→BIPROGY                                     | 日本ユニシス→BIPROGY                                     |
| 利用制限                                                 |                                                          | なし                                                     | なし                                                     |
| ファストパス                                             | ファストパス                                             |                                                          | 対象外                                                   |
| シングルライダー                                         | シングルライダー                                         |                                                          | 対象外                                                   |

メディテレーニアンハーバーの西側にあり、要塞のような作りになっている。アトラクション内は自由に歩いて見て回ることができる。アトラクション内には2つのレストラン（「マゼランズ」、「リフレスコス」）が存在する。
アトラクションへの出入り口は、ポンテ・ヴェッキオ（「ディズニーシー・エレクトリックレールウェイ」に平行している橋）側と、ミステリアスアイランドへの通路側の2ヶ所ある。どちらからでも入ることができるが、この2ヶ所の出入り口は通路としても使われるため、混み合うことが多い。
アトラクション内にはさまざまな展示物があり、実際に見たり触ったりすることができるなど、博物館のようなアトラクションである。
建物内のいたるところに、階段のほかにエレベーターも設置されており、バリアフリーも完備している。
また、2008年7月7日から「ザ・レオナルドチャレンジ」という探検型の新プログラムがスタートした。

## 内容
アトラクション内は大きく3ヶ所に分けることができる。それぞれのエリアは自由に行き来ができる。

### フォートレス（要塞）

#### イリュージョンルーム
四角い部屋には壁や天井、床まで巨大な絵が描かれており、その手前には凹レンズがあるスタンドが設置されている。普通に室内を見てもただ壁や床に絵が描かれているだけだが、凹レンズを通して見ると、奥行きのある1枚の絵に見える。

#### ペンデュラムタワー
床に小さな杭が円形に立てられており、その円の中心に巨大な振り子（フーコーの振り子）が高い天井から吊り下げられている。その振り子が時間とともに回転し、周りの杭を順に10分～15分に1本時計回りに倒していくことで、地球の自転を目で確認することができる。「ペンデュラム (Pendulum)」とは「振り子」の意。

#### エクスプローラーズ・ホール
16世紀ごろまでに活躍した冒険家や探検家、航海家や航海に関連する学者の肖像画やその冒険家の記録などを飾ってある部屋。以下の12人の肖像画が飾られている。バックグラウンドストーリー内でこの12人は「Society of Explorers and Adventures(S.E.A.)」と呼ばれる組織の創始者であるとされる。
- イブン＝バットゥータ
- ヴァスコ・ダ・ガマ
- エンリケ航海王子
- クラウディオス・プトレマイオス
- クリストファー・コロンブス
- ティコ・ブラーエ
- ピュテアス (en:Pytheas)
- フェルディナンド・マゼラン
- フランシス・ドレーク
- マルコ・ポーロ
- レイフ・エリクソン
- レオナルド・ダ・ヴィンチ

#### カメラ・オブスキュラ
薄暗い部屋の中央に、巨大な円形のボードが置かれており、そこにはメディテレーニアンハーバーの風景が映し出されている。これは潜望鏡を応用したものであり、建物上部から光が送り込まれている。ハンドルを回すことで天井の歯車に動きが伝わり、潜望鏡が回転することによって風景が動き、360°見渡すことができる。「カメラ・オブスキュラ（Camera Obscura）」とはラテン語で「暗い部屋」。

#### チェインバー・オブ・プラネット
ドーム型の部屋には、部屋いっぱいの大きな太陽系儀（16世紀当時の配置）がある。手元には回転できる6つのハンドルが太陽系儀を取り巻くように円形にならんでおり、ハンドルを回すことによって、各ハンドルに対応した水星、金星、地球、火星、木星、土星の6つの惑星を動かすことができる。ハンドルのところには対応している惑星に関する説明が書かれたプレートがある。天井には無数の星が描かれており、様々な星座が描かれている。
壁面にはダヴィンチの描いたといわれる太陽系の研究内容が描かれている。ダヴィンチは研究内容を鏡文字で書いており、簡単には解読されぬよう暗号化されている。
マゼランズ店内に、この太陽系儀のミニチュアが飾られている。

#### フライングマシーン
レオナルド・ダ・ヴィンチが発明したオーニソプター（はばたき機）を再現したもの。実際に乗り込むことができ、翼やプロペラを動かすことができたが、現在は乗り込むことができなくなっている。

#### アルケミーラボラトリー
16世紀ごろ盛んになった錬金術を行っているという設定の部屋。室内にはさまざまな薬品などが置かれている。ここでは見学するのみで触ることはできない。「アルケミー（Alchemy）」とは「錬金術」の意。

#### ナビゲーションセンター
16世紀ごろ信じられていた平面の地球をラジコンの船で遊ぶことができる部屋。1回100円で、操縦桿のところに描かれているマークと同じマークが付いた船を操縦できる。

#### サンダイヤル・デッキ
リングの内側に書かれた数字に落ちた矢の影で時刻がわかる日時計。ゲストが入れる最も高い場所。

### キー（埠頭）

#### カーゴ・プレイグラウンド
ルネサンス号の隣りにある、木箱や樽が積み上げられた場所。ところどころから時折、水が飛び出す。この場所の地面は子どもが転んでも怪我をしないように、柔らかい素材でできている。ルネサンス号はここから入ることができる。

### ガリオン船

#### ルネサンス号
キー（ふ頭）に停泊中の全長約30mのルネサンス号は大航海時代に活躍したガリオン船をもとにした作りで、本物かと思わせるような精巧な作りとなっている。船内は様々な場所に行くことができ、船長室や船員の集合部屋なども細かく作られている（船長室には入ることはできないが、手前から中を覗くことはできる）。また、『東京ディズニーシー5thアニバーサリー』のテーマソングである、MISIAの「Sea of Dreams 〜Tokyo DisneySea 5th Anniversary Theme Song〜」のCDの裏ジャケットにはこのルネサンス号の写真がある。
これらの展示物のほかにも、アトラクション内には所々に望遠鏡が設置されていたり（実際に覗くことができる）、日時計のオブジェが設置されていたりする。また、キャノン（砲台）も要塞内やルネサンス号に設置されている（実際に玉を撃つことはできないが、ドーンという音とともに白い煙が噴き出すようになっている。たまに不発のときがある。ハーバーでショーが行われるときは、全て不発で終わるようになっている）。

### ザ・レオナルドチャレンジ
ザ・レオナルドチャレンジは、フォートレス・エクスプロレーション内にあるミッションクリア型のアトラクション。挑戦者は地図を受け取り、それを頼りにアトラクション内のどこかにある「溶岩コントロールステーション」を探し出す。そこに辿り着くまでには様々な試練が待っている。運営時間は夕刻まで。

## 備考
- アトラクション内に様々な模様をした旗が6つ並んでいる柱があるが、この旗はすべて国際信号旗でできており、旗をアルファベットにすると"MICKEY"となる（下記）。つまり、ミッキーマウスのことを指しており、隠れミッキーのひとつともいえる[1]。この旗の写真は日本ユニシスのフォートレス・エクスプロレーションのページでも見ることができる（#外部リンク参照）。実際に掲げられているのは下記のようなシンプルなものではなく、所々デザインが変わっていたり、エンブレムが入っていたりする。

M
I
C
K
E
Y